# Studebaker Flight Hawk
De Studebaker Flight Hawk die door Studebaker in 1956 geïntroduceerd werd was het instapmodel van de Hawk-serie van sportwagens die bestond uit de Golden Hawk, Sky Hawk, Power Hawk en Flight Hawk.

## Ontwerp
De Flight Hawk was een ontwerp van Raymond Loewy. De auto was gebaseerd op de tweedeurs Champion coupé uit 1953. Net als de andere Hawks uit 1956 kreeg de Flight Hawk een nieuwe motorkap, radiatorrooster, kofferdeksel en instrumentenpaneel. Flight Hawks hadden verder een minimale hoeveelheid verchroomde onderdelen. Zaken zoals achteruitrijlichten, oliefilter, radio, klok, ruitensproeiers, buitenspiegels, verwarming en wieldoppen waren standaard leverbaar of konden via een dealer worden toegevoegd.
In tegenstelling tot de andere Hawk-modellen die aangedreven werden door V8-motoren, werd de Flight Hawk geleverd met de 3,0-liter zes-in-lijnmotor van de Champion met een vermogen van 101 pk. Het motorvermogen werd afgeleverd op de achteras via een handgeschakelde transmissie met drie versnellingen. Optioneel kon ook voor een overdrive-eenheid of een drietraps "Flight-O-Matic" automatische transmissie gekozen worden.

## Stopzetting
De Flight Hawk was beschikbaar als coupé en als hardtop, al was de hardtop hoofdzakelijk voor de export bedoeld. Van de vier Hawk-modellen uit 1956 was de Flight Hawk het op een na populairste model. In 1957 vereenvoudigde Studebaker het de Hawk-aanbod: de Flight, Power en Sky Hawks werden geschrapt en samengevoegd tot de nieuwe Silver Hawk.

## Fotogalerij

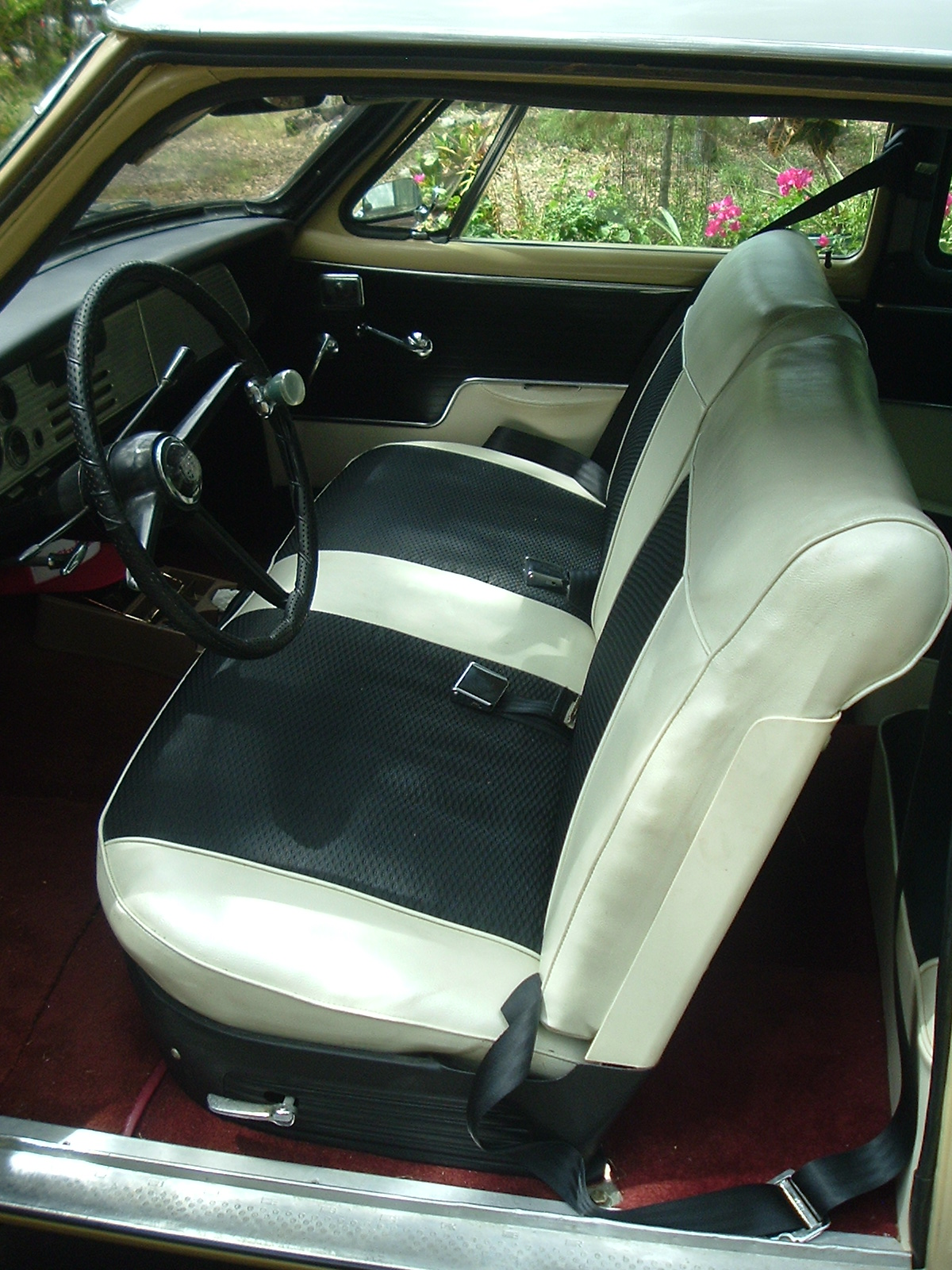
interieur
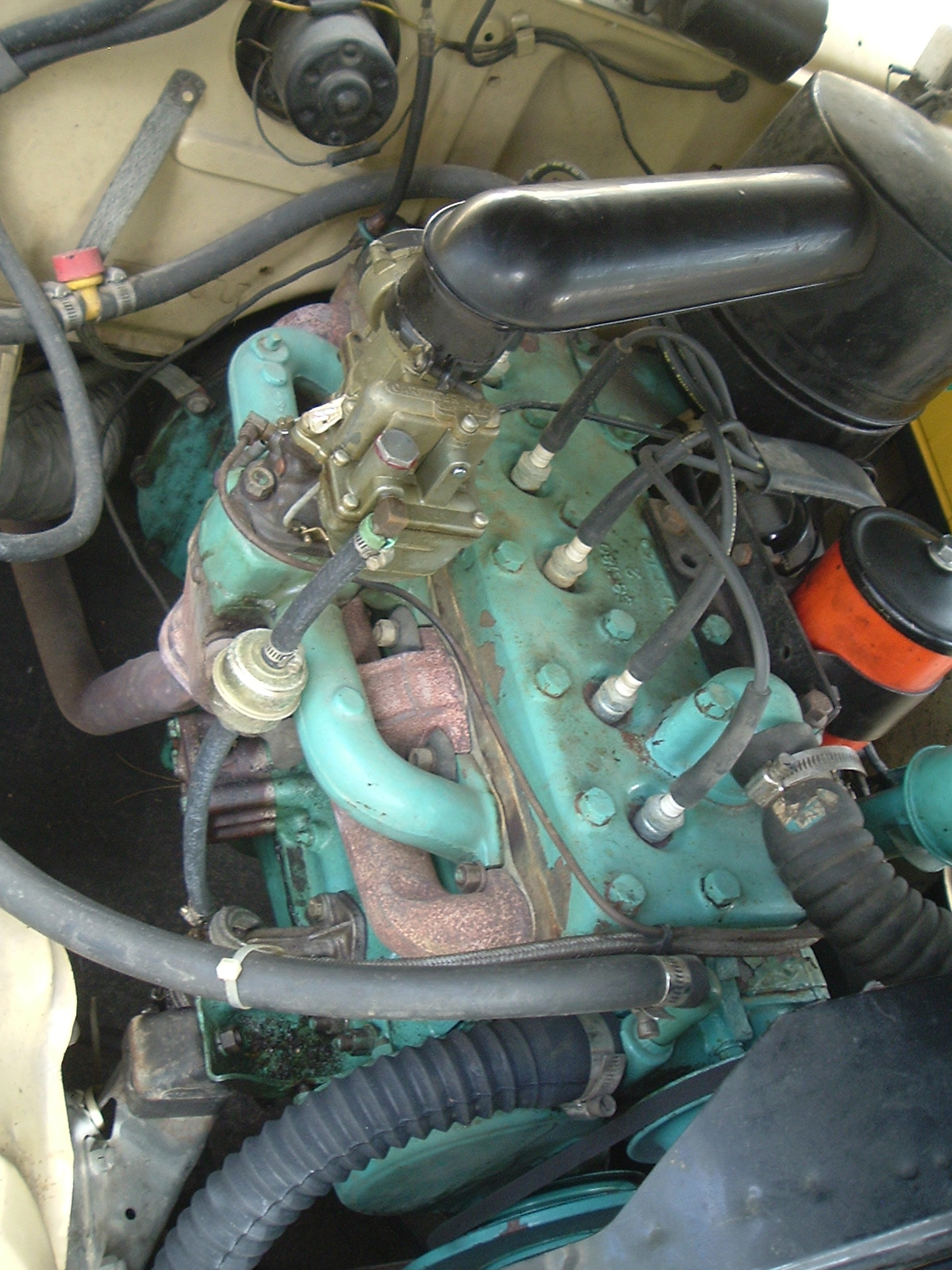
de 3,0-liter zes-in-lijnmotor